# I Love You Period
I Love You Period é um canção escrita por Terry Anderson e interpretada por Dan Baird

Ela foi o primeiro single do álbum debut de Dan Baird, intitulado Love Songs for the Hearing Impaired (1992), e teve um bom desempenho nas paradas musicais da Billboard americana. Além disso, ela fez parte da trilha-sonora do filme Tammy, de 2014.

## Faixas do Single
1. I Love You Period - 4:23

2. Lost Highway - 3:47

3. Rocket In My Pocket - 4:33 (Rare Unreleased elsewhere Track)

## Desempenho nas Paradas Musicais
| Ano  | Ranking                       | Posição | Ref.  |
| ---- | ----------------------------- | ------- | ----- |
| 1992 | Billboard Hot 100             | #26     | [ 2 ] |
| 1992 | Billboard's Mainstream Rock   | #5      | [ 2 ] |
| 1992 | Billboard's Top 40 Mainstream | #18     | [ 2 ] |

## Covers
- Em 2002, o cantor David St. Romain gravou um cover dela.[4]